# Campionati del mondo di mountain bike 2017
I Campionati del mondo di mountain bike 2017 (en.: 2017 UCI Mountain Bike World Championships), ventottesima edizione della competizione, si svolsero a Cairns, in Australia, tra il 6 e il 10 settembre.
Furono assegnati undici titoli in due specialità della mountain bike, il cross country e il downhill (sette e quattro titoli rispettivamente).

## Eventi
Mercoledì 6 settembre
- Cross country staffetta a squadre

Giovedì 7 settembre
- Cross country femminile Junior
- Cross country maschile Junior

Venerdì 8 settembre
- Cross country maschile Under-23

Sabato 9 settembre
- Cross country femminile Under 23
- Cross country femminile Elite
- Cross country maschile Elite

Domenica 10 settembre
- Downhill femminile Junior
- Downhill maschile Junior
- Downhill femminile Elite
- Downhill maschile Elite

## Medagliere
Vengono assegnate 33 medaglie in 11 gare.
| Pos.   | Nazione       | Oro | Argento | Bronzo | Totale |
| ------ | ------------- | --- | ------- | ------ | ------ |
| 1      | Svizzera      | 4   | 1       | 3      | 8      |
| 2      | Francia       | 2   | 2       | 3      | 7      |
| 3      | Gran Bretagna | 1   | 2       | 0      | 3      |
| 4      | Australia     | 1   | 1       | 1      | 3      |
| 5      | Nuova Zelanda | 1   | 1       | 0      | 2      |
| 6      | Canada        | 1   | 0       | 1      | 2      |
| 7      | Austria       | 1   | 0       | 0      | 1      |
| 8      | Stati Uniti   | 0   | 1       | 1      | 2      |
| 9      | Danimarca     | 0   | 1       | 0      | 1      |
| 9      | Rep. Ceca     | 0   | 1       | 0      | 1      |
| 9      | Sudafrica     | 0   | 1       | 0      | 1      |
| 12     | Germania      | 0   | 0       | 2      | 2      |
| Totale | Totale        | 11  | 11      | 11     | 33     |

## Sommario dei risultati
| Eventi                                     | Oro                                                                     | Tempo    | Argento                                                                                                  | Tempo   | Bronzo                                                                                      | Tempo   |
| Gare maschili                              |                                                                         |          | |         |                                                                                             |         |
| Cross country Elite dettagli               | Nino Schurter Svizzera                                                  | 1h27'44" | Jaroslav Kulhavý Rep. Ceca                                                                               | a 7"    | Thomas Litscher Svizzera                                                                    | a 15"   |
| Cross country Under-23 dettagli            | Samuel Gaze Nuova Zelanda                                               | 1h17'46" | Alan Hatherly Sudafrica                                                                                  | a 11"   | Maximilian Brandl Germania                                                                  | a 51"   |
| Cross country Junior dettagli              | Cameron Wright Australia                                                | 1h07'56" | Joel Roth Svizzera                                                                                       | a 35"   | Jones Holden Canada                                                                         | a 44"   |
| Downhill Elite dettagli                    | Loïc Bruni Francia                                                      | 3'26"656 | Michael Hannah Australia                                                                                 | a 0"339 | Aaron Gwin Stati Uniti                                                                      | a 1"967 |
| Downhill Junior dettagli                   | Matt Walker Gran Bretagna                                               | 3'37"796 | Joe Breeden Gran Bretagna                                                                                | a 3"448 | Max Hartenstern Germania                                                                    | a 3"978 |
| Gare femminili                             |                                                                         |          | |         |                                                                                             |         |
| Cross country Elite dettagli               | Jolanda Neff Svizzera                                                   | 1h27'17" | Annie Last Gran Bretagna                                                                                 | a 2'23" | Pauline Ferrand-Prévot Francia                                                              | a 3'04" |
| Cross country Under-23 dettagli            | Sina Frei Svizzera                                                      | 1h15'10" | Kate Courtney Stati Uniti                                                                                | a 49"   | Alessandra Keller Svizzera                                                                  | a 2'18" |
| Cross country Junior dettagli              | Laura Stigger Austria                                                   | 1h03'27" | Loana Lecomte Francia                                                                                    | a 15"   | Nadia Grod Svizzera                                                                         | a 1'41" |
| Downhill Elite dettagli                    | Miranda Miller Canada                                                   | 4'10"245 | Myriam Nicole Francia                                                                                    | a 0"097 | Tracey Hannah Australia                                                                     | a 1"985 |
| Downhill Junior dettagli                   | Mélanie Chappaz Francia                                                 | 4'28"617 | Shania Rawson Nuova Zelanda                                                                              | a 2"701 | Flora Lesoin Francia                                                                        | a 6"935 |
| Gare miste                                 |                                                                         |          | |         |                                                                                             |         |
| Cross country Staffetta a squadre dettagli | Svizzera Filippo Colombo Joel Roth Sina Frei Jolanda Neff Nino Schurter | 1h05'08" | Danimarca Sebastian Fini Carstensen Alexander Young Andersen Annika Langvad Malene Degn Simon Andreassen | a 24"   | Francia Jordan Sarrou Mathis Azzaro Pauline Ferrand-Prévot Lena Gerault Neilo Perrin Ganier | a 24"   |